# Robert Cray
Robert Cray (født 1. august 1953 i Colombus, Georgia) er en amerikansk bluesguitarist og sanger. 
Cray blev optaget i Blues Hall of Fame i 2011, og har modtaget fem Grammy Awards. Han har været leder af bandet Robert Cray Band og har desuden en anerkendt solokarriere.

## Grammy awards
- 1999: Best Contemporary Blues Album for Take Your Shoes Off – Robert Cray Band.
- 1996: Best Rock Instrumental Performance for SRV Shuffle – delt med Art Neville, B.B. King, Bonnie Raitt, Buddy Guy, Dr. John, Eric Clapton og Jimmie Vaughan.
- 1988: Best Contemporary Blues Recording for Don't Be Afraid Of The Dark – Robert Cray Band.
- 1987: Best Contemporary Blues Recording for Strong Persuader – Robert Cray Band.
- 1986: Best Traditional Blues Recording for Showdown! – delt med Albert Collins og Johnny Copeland.

## Diskografi

### Album
| År   | Album                                                        | US Blues | US   | UK  |
| ---- | ------------------------------------------------------------ | -------- | ---- | --- |
| 1980 | Who's Been Talkin'?                                          | -        | -    | -   |
| 1983 | Bad Influence                                                | -        | #143 | -   |
| 1985 | False Accusations                                            | -        | #141 | #68 |
| 1985 | Showdown! (Indspillet med Albert Collins og Johnny Copeland) | -        | -    | -   |
| 1986 | Strong Persuader                                             | -        | #13  | #34 |
| 1988 | Don't Be Afraid of the Dark                                  | -        | #32  | #13 |
| 1990 | Midnight Stroll                                              | -        | #51  | #19 |
| 1992 | I Was Warned                                                 | -        | #103 | #29 |
| 1993 | Shame + A Sin                                                | -        | #143 | #48 |
| 1995 | Some Rainy Morning                                           | #2       | #127 | #63 |
| 1997 | Sweet Potato Pie                                             | #3       | #184 | -   |
| 1999 | Take Your Shoes Off                                          | #2       | #181 | -   |
| 2001 | Shoulda Been Home                                            | #2       | -    | -   |
| 2003 | Time Will Tell                                               | #3       | -    | -   |
| 2005 | Twenty                                                       | #2       | -    | -   |
| 2007 | Live From Across The Pond                                    | #1       | -    | -   |
| 2008 | Live At The BBC                                              | #7       | -    | -   |
| 2009 | This Time                                                    | #2       | -    | -   |
| 2010 | Cookin' In Mobile                                            | #5       | -    | -   |
| 2012 | Nothin But Love                                              | -        | -    | -   |

### Opsamlings- og livealbum
- In Concert – live album – 1999
- Heavy Picks – The Robert Cray Band Collection – 1999 – U.S. Top Blues Albums #9
- The Best Of Robert Cray edition of 20th Century Masters / The Millennium Collection - 2002 - U.S. Top Blues Albums #11[4]

### Singler
| År   | Titel                                        | U.S. Mainstream Rock Tracks Chart | U.S. Billboard Hot 100 Chart | UK Singles Chart |
| ---- | -------------------------------------------- | --------------------------------- | ---------------------------- | ---------------- |
| 1986 | «Smoking Gun»                                | #2                                | #22                          | -                |
| 1987 | «I Guessed I Showed Her»                     | #28                               | -                            | -                |
| 1987 | «Right Next Door (Because of Me)»            | #27                               | #80                          | #50              |
| 1987 | «Nothin' But A Woman»                        | -                                 | -                            | -                |
| 1988 | «Don't Be Afraid of the Dark»                | #4                                | #74                          | -                |
| 1988 | «Night Patrol»                               | -                                 | -                            | -                |
| 1989 | «Acting This Way»                            | #24                               | -                            | -                |
| 1990 | «Consequences»                               | #32                               | -                            | -                |
| 1990 | «The Forecast (Calls for Pain)»              | #11                               | -                            | -                |
| 1992 | «Just a Loser»                               | #33                               | -                            | -                |
| 1993 | «1040 Blues»                                 | -                                 | -                            | -                |
| 1996 | «Baby Lee» (John Lee Hooker med Robert Cray) | -                                 | -                            | #65              |